# Tulipa hungarica
Tulipa hungarica är en liljeväxtart som beskrevs av Vincze von Borbás. Tulipa hungarica ingår i släktet tulpaner, och familjen liljeväxter. IUCN kategoriserar arten globalt som nära hotad. Inga underarter finns listade.